# Luigi Ferrarese

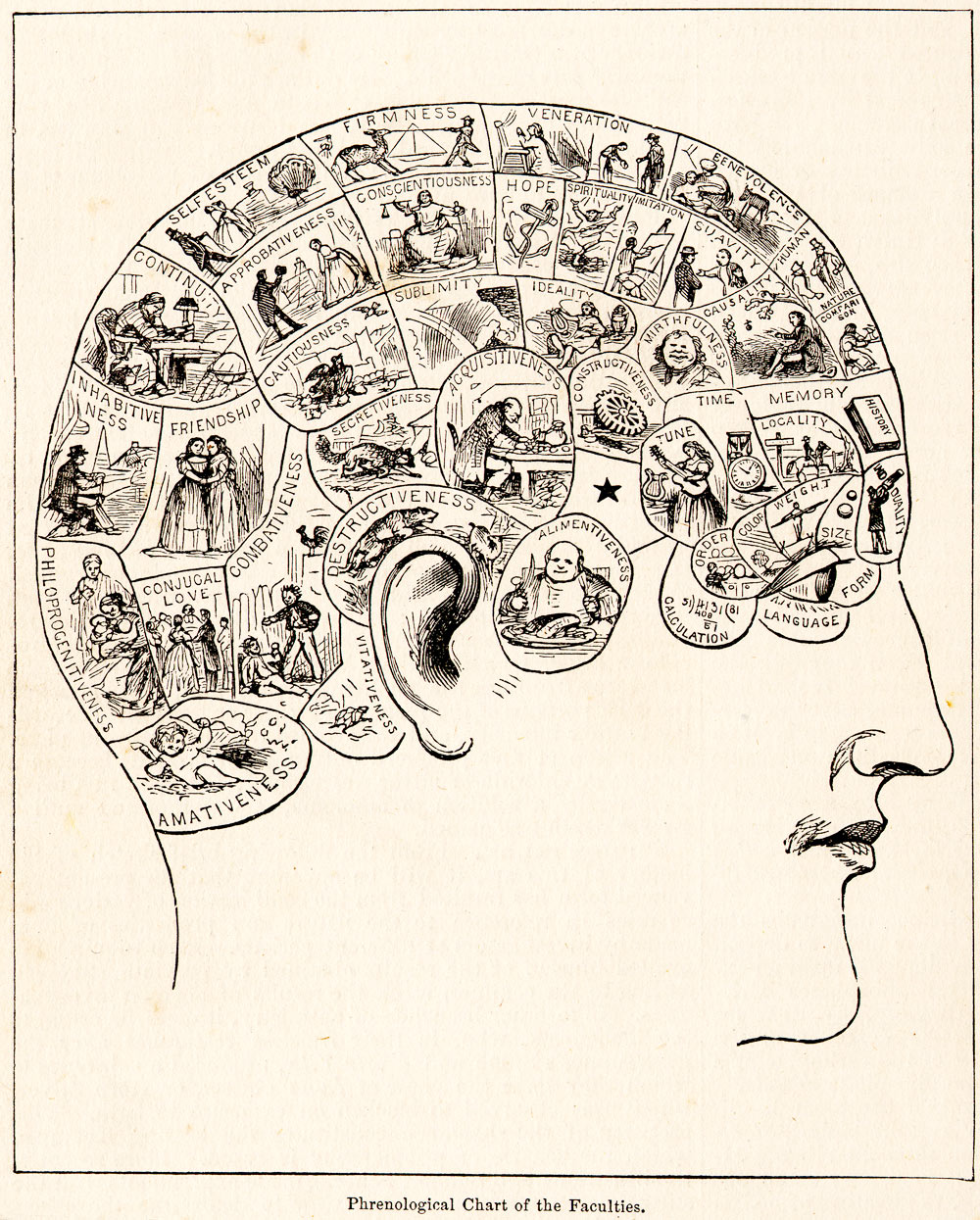
Diagrama de frenología de People's Cyclopedia of Universal Knowledge (1883)

Luigi Ferrarese (nació el 12 de diciembre de 1795 - murió el 8 de agosto de 1855) fue un médico italiano y el principal defensor de la Frenología en Italia del siglo XIX.

## Biografía
Nació en Brienza, en la Provincia de Potenza, hijo de Nicola y Antonia Contardi, recibió su primera educación en una escuela Piarista en Nápoles, estudiando literatura italiana, griego y latín. Se graduado en medicina en 1817, Ferrarese empezó a trabajar en el manicomio Maddalena (Aversa) con el notable pionero de psiquiatría Biagio Miraglia, y dio lecciones privadas.
Fue miembro de muchas instituciones como las academias científicas de Nápoles, Turín, Bologna, Padua y un miembro de la Sociedad Frenológica de París. En 1848, fue elegido como diputado para el distrito de Potenza en el parlamento napolitano, pero por causa de sus ideas liberales, fue constantemente supervisado por la policía de  Borbón.
Ferrarese murió a los 59 años en el año de 1855, por causa de la Fiebre Tifoidea.

## Teorías
Publicó una media docena de obras en Frenología entre 1830 y 1838. Su principal trabajo sobre el tema, Memorie Risguardanti La Dottrina Frenologica (1836), fue una de las obras fundamentales del siglo XIX en el campo. Su trabajo fue recibido inicialmente con la aprobación de la Iglesia. Sus escritos publicados después de su obra de 1838 sin el permiso necesario del estado y en contra de las autoridades eclesiásticas, resultó en la persecución, y encarcelamiento.
Entre sus escritos, Ferrarese abogó por la aceptación de la frenología por parte del gobierno como un medio científico para vencer muchos males sociales. Un estudio en 1835 sobre el suicidio, Della Monomania Suicida concluyó que las regulaciones gubernamentales que castigan a las familias de suicidas eran "absurdas e injustas", ya que no lograron prevenir el suicidio castigando a los inocentes. En 1838, en el curso de defender sus creencias, Ferrarese fue una de las primeras personas identificadas en expresar y criticar el Pandeísmo: La creencia de que Dios se convirtió en el universo y que los seres humanos son por lo tanto "fragmentos" de Dios. Ferrarese dijo que la teoría "profanó los misterios de la teología".
En marzo de 1844, Ferrarese fue visitado por el célebre frenologista escocés George Combe, quien había leído y estaba impresionado por Memorie Risguardanti La Dottrina Frenologica. En el momento de su lectura inicial de la obra, Combe había escrito:

Incluso Italia envía su testimonio de que la frenología ha llegado a sus costas. En mi regreso a América en junio, encontré esperándome un pequeño trabajo titulado Memorias sobre la doctrina de la frenología y otras ciencias relacionadas con ella, por Luigi Ferrarese, profesor de medicina en Nápoles, leído ante la Real Academia de Ciencias de esa ciudad. Se publicó con el pleno permiso del censor real de la prensa. El censor en su informe sobre la obra certifica que es muy instructivo y útil, y no contiene nada ofensivo a la religión o a los derechos de los reyes.

En su visita a Nápoles, Combe reportó primero la dificultad para encontrar a Ferrarese y descubrió al doctor vivir en oscuridad.
Combe describió la situación:

Lo encontré en circunstancias que indicaban mucha depresión, tanto física como mental. Habló con interés de Frenología, y dijo que había proyectado un Diario Frenológico. Pero sabía que sería detenido por el Gobierno. Deseaba mostrar la importancia de la ciencia en la legislación penal, la educación y los arreglos sociales; Pero en Nápoles no había salida para el conocimiento. En conjunto, nunca he tenido una entrevista con ningún frenólogo, extranjero o británico, que evocara un sentimiento tan fuerte de simpatía y pesar, mezclado con respeto por sus conocimientos intelectuales, como hizo el doctor Ferrarese.

En una segunda visita, Combe averiguó la causa de la depresión de Ferrarese:

El 10 de febrero de 1839, comenzó un periódico llamado Il Gatto Letterato, Foglio periodico, publicado en Capolago (una ciudad en la suiza italiana), pero impreso en Nápoles (sin licencia); y por una Lettera di un Frenologo ad un Dottore degli Stati Pontifici ("Carta de un frenólogo a un doctor en los estados pontificios"), fue llamado ante la Santa Sede, y más tarde en 1840, por muchos otros artículos, fue detenido y encarcelado durante 28 días. Fue suspendido de su cargo como médico en el asilo de Aversa.

## Obras
- Delle malattie della mente ovvero delle diverse specie di follie: Vol.1 (1830)
- Delle malattie della mente ovvero delle diverse specie di follie: Vol.2 (1832)
- Della monomania suicida (1835)
- Memorie risguardanti la dottrina frenologica (1838)
- Opuscoli sopra svariati scientifici argomenti (1838)
- Ricerche intorno all'origine dell'istinto (1838)
- Quistioni medico-legali intorno alle diverse specie di follie (1843)
- Nuove ricerche di sublime Psicologia medico-forense (1845)